# Sincelejo
Sincelejo is de hoofdstad van het departement Sucre in Colombia. De stad telde in 2005 ongeveer 270.000 inwoners. In 2010 werden bijna 14.000 mensen minder geteld.

## Geschiedenis
Sincelejo werd op 4 oktober 1535 gesticht onder de naam San Francisco de Asís de Sincelejo. Het was de naamdag van Franciscus van Assisi. Het was deel van de encomienda van Alonsa Padilla tussen 1610 en 1640.
In 1776 werd Sincelejo opnieuw gesticht door de Spaanse kapitein Antonia de la Torre y Miranda.
De regio was, tijdens de koloniale tijden en de eerste jaren van de republiek, deel van de provincie Cartagena. Na de onafhankelijkheidsperiode werd het formeel deel van het departement Magdalena. In 1857 werd het een onderdeel van de Federale staat van Bolivar.
Het departement Sucre werd gecreëerd in 1966 en Sincelejo werd benoemd als hoofdstad.

## Economie
De grootste economische activiteit van de stad is de veeteelt, waardoor de stad de hoofdstad is van diensten en handel in de regio. Industrie is amper ontwikkeld, met enkel voedsel-, drank- en cementbedrijven.

## Klimaat
De gemiddelde temperatuur is 27°C en er valt gemiddeld 3200 mm regen per jaar.

## Cultuur
De traditionele muziek van Sincelejo is de 'fandango' (lijkt op de Braziliaanse samba). Het bekendste streekgerecht is mote de queso, een kaassoep.

## Geboren
- Guillermo Celis (1993), voetballer